# Varyomus levigatus
Varyomus levigatus är en mångfotingart som först beskrevs av Carl Graf Attems 1944.  Varyomus levigatus ingår i släktet Varyomus och familjen Aphelidesmidae. Inga underarter finns listade i Catalogue of Life.